# Torneo Femenino Final 2014 (Argentina)
La versión femenina del Torneo Final 2014 fue el 36.º torneo del Campeonato de Fútbol Femenino. Este comenzó el 31 de mayo de 2014 y finalizó el 22 de febrero de 2015. Estuvo organizado por la Asociación del Fútbol Argentino (AFA). UAI Urquiza se coronó campeón.

## Equipos participantes
| Equipo                      | Ciudad        |
| --------------------------- | ------------- |
| Boca Juniors                | Buenos Aires  |
| Estudiantes                 | La Plata      |
| Excursionistas              | Buenos Aires  |
| Ferro Carril Oeste          | Buenos Aires  |
| Huracán                     | Buenos Aires  |
| Independiente               | Avellaneda    |
| Platense                    | Vicente López |
| Puerto Nuevo                | Campana       |
| River Plate                 | Buenos Aires  |
| San Lorenzo                 | Buenos Aires  |
| Sociedad Hebraica Argentina | Pilar         |
| UAI Urquiza                 | San Martín    |
| UBA                         | Buenos Aires  |
| Luján                       | Luján         |
| Villa San Carlos            | Berisso       |

## Tabla de posiciones final
| Pos | Equipo                  | Pts | PJ | PG | PE | PP | GF | GC | Dif |
| --- | ----------------------- | --- | -- | -- | -- | -- | -- | -- | --- |
| 1º  | UAI Urquiza             | 39  | 14 | 13 | 0  | 1  | 96 | 10 | 86  |
| 2º  | Boca Juniors            | 39  | 14 | 13 | 0  | 1  | 56 | 4  | 52  |
| 3º  | San Lorenzo de Almagro  | 37  | 14 | 12 | 1  | 1  | 52 | 6  | 46  |
| 4º  | River Plate             | 33  | 14 | 11 | 0  | 3  | 58 | 12 | 46  |
| 5º  | Estudiantes de La Plata | 28  | 14 | 9  | 1  | 4  | 30 | 18 | 12  |
| 6º  | UBA                     | 23  | 14 | 7  | 2  | 5  | 31 | 24 | 7   |
| 7º  | Puerto Nuevo            | 22  | 14 | 7  | 1  | 6  | 21 | 20 | 1   |
| 8°  | Huracán                 | 18  | 14 | 5  | 3  | 6  | 18 | 23 | -5  |
| 9º  | Excursionistas          | 15  | 14 | 4  | 3  | 7  | 15 | 25 | -10 |
| 10º | Villa San Carlos        | 14  | 14 | 4  | 2  | 8  | 13 | 33 | -20 |
| 11º | Platense                | 11  | 14 | 2  | 5  | 7  | 11 | 44 | -33 |
| 12º | Independiente           | 10  | 14 | 3  | 1  | 10 | 10 | 42 | -32 |
| 13º | Ferro Carril Oeste      | 10  | 14 | 3  | 1  | 10 | 9  | 43 | -34 |
| 14º | Luján                   | 4   | 14 | 1  | 1  | 12 | 2  | 54 | -52 |
| 15º | Hebraica Argentina      | 1   | 14 | 0  | 1  | 13 | 3  | 67 | -64 |

### Desempate por el primer puesto
| Boca Juniors                   | 1 - 1 (2 - 3 pen.) | UAI Urquiza | Estadio auxiliar de Platense | 21 de febrero de 2015 | 17:00 |
| UAI Urquiza se coronó campeón. |                    |             |                              |                       |       |

## Resultados
| Fecha 1            | Fecha 1   | Fecha 1                     | Fecha 1       | Fecha 1 | Fecha 1 | Fecha 1 | Fecha 1 | Fecha 1 | Fecha 1 | Fecha 1 | Fecha 1 |
| Local              | Resultado | Visitante                   | Fecha         | Hora    |         |         |         |         |         |         |         |
| ------------------ | --------- | --------------------------- | ------------- | ------- | ------- | ------- | ------- | ------- | ------- | ------- | ------- |
| Excursionistas     | 0 - 0     | Sociedad Hebraica Argentina | 31 de mayo    | 16:00   |         |         |         |         |         |         |         |
| Luján              | 0 - 11    | UAI Urquiza                 | 1 de junio    | 10:00   |         |         |         |         |         |         |         |
| Estudiantes (LP)   | 2 - 1     | Puerto Nuevo                | 1 de junio    | 15:30   |         |         |         |         |         |         |         |
| UBA                | 2 - 7     | River Plate                 | 1 de junio    | 16:00   |         |         |         |         |         |         |         |
| Ferro Carril Oeste | 2 - 5     | Independiente               | 1 de junio    | 18:00   |         |         |         |         |         |         |         |
| Huracán            | 0 - 0     | Platense                    | 23 de agosto  | 15:30   |         |         |         |         |         |         |         |
| Villa San Carlos   | 0 - 4     | Boca Juniors                | 12 de octubre | 15:00   |         |         |         |         |         |         |         |
| Libre: San Lorenzo |           |                             |               |         |         |         |         |         |         |         |         |

| Fecha 2                     | Fecha 2   | Fecha 2            | Fecha 2       | Fecha 2 | Fecha 2 | Fecha 2 | Fecha 2 | Fecha 2 | Fecha 2 | Fecha 2 | Fecha 2 |
| Local                       | Resultado | Visitante          | Fecha         | Hora    |         |         |         |         |         |         |         |
| --------------------------- | --------- | ------------------ | ------------- | ------- | ------- | ------- | ------- | ------- | ------- | ------- | ------- |
| UAI Urquiza                 | 5 - 0     | Excursionistas     | 7 de junio    | 11:00   |         |         |         |         |         |         |         |
| Puerto Nuevo                | 2 - 1     | Huracán            | 8 de junio    | 11:00   |         |         |         |         |         |         |         |
| Sociedad Hebraica Argentina | 1 - 2     | Villa San Carlos   | 8 de junio    | 14:00   |         |         |         |         |         |         |         |
| River Plate                 | 3 - 0     | Estudiantes (LP)   | 8 de junio    | 15:30   |         |         |         |         |         |         |         |
| San Lorenzo                 | 7 - 0     | Ferro Carril Oeste | 8 de junio    | 16:00   |         |         |         |         |         |         |         |
| Platense                    | 2 - 0     | Luján              | 14 de junio   | 15:30   |         |         |         |         |         |         |         |
| Independiente               | 0 - 1     | UBA                | 10 de octubre | 11:00   |         |         |         |         |         |         |         |
| Libre: Boca Juniors         |           |                    |               |         |         |         |         |         |         |         |         |

| Fecha 3                   | Fecha 3   | Fecha 3                     | Fecha 3     | Fecha 3 | Fecha 3 | Fecha 3 | Fecha 3 | Fecha 3 | Fecha 3 | Fecha 3 | Fecha 3 |
| Local                     | Resultado | Visitante                   | Fecha       | Hora    |         |         |         |         |         |         |         |
| ------------------------- | --------- | --------------------------- | ----------- | ------- | ------- | ------- | ------- | ------- | ------- | ------- | ------- |
| UBA                       | 0 - 2     | San Lorenzo                 | 20 de junio | 13:00   |         |         |         |         |         |         |         |
| Boca Juniors              | 13 - 0    | Sociedad Hebraica Argentina | 20 de junio | 14:00   |         |         |         |         |         |         |         |
| Luján                     | 1 - 1     | Puerto Nuevo                | 20 de junio | 15:00   |         |         |         |         |         |         |         |
| Huracán                   | 0 - 2     | River Plate                 | 20 de junio | 15:00   |         |         |         |         |         |         |         |
| Excursionistas            | 1 - 1     | Platense                    | 20 de junio | 15:30   |         |         |         |         |         |         |         |
| Villa San Carlos          | 0 - 10    | UAI Urquiza                 | 22 de junio | 12:00   |         |         |         |         |         |         |         |
| Estudiantes (LP)          | 5 - 0     | Independiente               | 22 de junio | 15:00   |         |         |         |         |         |         |         |
| Libre: Ferro Carril Oeste |           |                             |             |         |         |         |         |         |         |         |         |

| Fecha 4                            | Fecha 4   | Fecha 4          | Fecha 4      | Fecha 4 | Fecha 4 | Fecha 4 | Fecha 4 | Fecha 4 | Fecha 4 | Fecha 4 | Fecha 4 |
| Local                              | Resultado | Visitante        | Fecha        | Hora    |         |         |         |         |         |         |         |
| ---------------------------------- | --------- | ---------------- | ------------ | ------- | ------- | ------- | ------- | ------- | ------- | ------- | ------- |
| Independiente                      | 1 - 5     | Huracán          | 29 de junio  | 13:00   |         |         |         |         |         |         |         |
| San Lorenzo                        | 4 - 1     | Estudiantes (LP) | 29 de junio  | 15:00   |         |         |         |         |         |         |         |
| River Plate                        | 8 - 0     | Luján            | 29 de junio  | 16:00   |         |         |         |         |         |         |         |
| Puerto Nuevo                       | 3 - 0     | Excursionistas   | 29 de junio  | 16:00   |         |         |         |         |         |         |         |
| Platense                           | 1 - 1     | Villa San Carlos | 29 de junio  | 16:00   |         |         |         |         |         |         |         |
| Ferro Carril Oeste                 | 1 - 4     | UBA              | 29 de junio  | 19:00   |         |         |         |         |         |         |         |
| UAI Urquiza                        | 1 - 4     | Boca Juniors     | 8 de octubre | 15:00   |         |         |         |         |         |         |         |
| Libre: Sociedad Hebraica Argentina |           |                  |              |         |         |         |         |         |         |         |         |

| Fecha 5                     | Fecha 5   | Fecha 5            | Fecha 5      | Fecha 5 | Fecha 5 | Fecha 5 | Fecha 5 | Fecha 5 | Fecha 5 | Fecha 5 | Fecha 5 |
| Local                       | Resultado | Visitante          | Fecha        | Hora    |         |         |         |         |         |         |         |
| --------------------------- | --------- | ------------------ | ------------ | ------- | ------- | ------- | ------- | ------- | ------- | ------- | ------- |
| Huracán                     | 2 - 2     | San Lorenzo        | 9 de julio   | 10:00   |         |         |         |         |         |         |         |
| Luján                       | 0 - 2     | Independiente      | 9 de julio   | 12:00   |         |         |         |         |         |         |         |
| Sociedad Hebraica Argentina | 0 - 11    | UAI Urquiza        | 9 de julio   | 13:00   |         |         |         |         |         |         |         |
| Boca Juniors                | 7 - 1     | Platense           | 9 de julio   | 13:00   |         |         |         |         |         |         |         |
| Villa San Carlos            | 0 - 1     | Puerto Nuevo       | 31 de agosto | 15:00   |         |         |         |         |         |         |         |
| Estudiantes (LP)            | 2 - 0     | Ferro Carril Oeste | 31 de agosto | 16:00   |         |         |         |         |         |         |         |
| Excursionistas              | 0 - 3     | River Plate        | 31 de agosto | 16:00   |         |         |         |         |         |         |         |
| Libre: UBA                  |           |                    |              |         |         |         |         |         |         |         |         |

| Fecha 6            | Fecha 6   | Fecha 6                     | Fecha 6     | Fecha 6 | Fecha 6 | Fecha 6 | Fecha 6 | Fecha 6 | Fecha 6 | Fecha 6 | Fecha 6 |
| Local              | Resultado | Visitante                   | Fecha       | Hora    |         |         |         |         |         |         |         |
| ------------------ | --------- | --------------------------- | ----------- | ------- | ------- | ------- | ------- | ------- | ------- | ------- | ------- |
| Ferro Carril Oeste | 0 - 1     | Huracán                     | 19 de julio | 20:00   |         |         |         |         |         |         |         |
| Independiente      | 0 - 1     | Excursionistas              | 20 de julio | 11:00   |         |         |         |         |         |         |         |
| UBA                | 0 - 0     | Estudiantes (LP)            | 20 de julio | 14:00   |         |         |         |         |         |         |         |
| San Lorenzo        | 7 - 0     | Luján                       | 20 de julio | 15:00   |         |         |         |         |         |         |         |
| Puerto Nuevo       | 0 - 4     | Boca Juniors                | 20 de julio | 15:30   |         |         |         |         |         |         |         |
| River Plate        | 3 - 0     | Villa San Carlos            | 20 de julio | 16:00   |         |         |         |         |         |         |         |
| Platense           | 2 - 0     | Sociedad Hebraica Argentina | 20 de julio | 16:00   |         |         |         |         |         |         |         |
| Libre: UAI Urquiza |           |                             |             |         |         |         |         |         |         |         |         |

| Fecha 7                     | Fecha 7   | Fecha 7            | Fecha 7     | Fecha 7 | Fecha 7 | Fecha 7 | Fecha 7 | Fecha 7 | Fecha 7 | Fecha 7 | Fecha 7 |
| Local                       | Resultado | Visitante          | Fecha       | Hora    |         |         |         |         |         |         |         |
| --------------------------- | --------- | ------------------ | ----------- | ------- | ------- | ------- | ------- | ------- | ------- | ------- | ------- |
| UAI Urquiza                 | 14 - 0    | Platense           | 26 de julio | 15:00   |         |         |         |         |         |         |         |
| Huracán                     | 4 - 3     | UBA                | 26 de julio | 15:00   |         |         |         |         |         |         |         |
| Sociedad Hebraica Argentina | 0 - 3     | Puerto Nuevo       | 26 de julio | 18:00   |         |         |         |         |         |         |         |
| Luján                       | 0 - 1     | Ferro Carril Oeste | 27 de julio | 14:00   |         |         |         |         |         |         |         |
| Villa San Carlos            | 2 - 0     | Independiente      | 27 de julio | 15:00   |         |         |         |         |         |         |         |
| Boca Juniors                | 4 - 0     | River Plate        | 27 de julio | 15:00   |         |         |         |         |         |         |         |
| Excursionistas              | 0 - 4     | San Lorenzo        | 27 de julio | 16:00   |         |         |         |         |         |         |         |
| Libre: Estudiantes (LP)     |           |                    |             |         |         |         |         |         |         |         |         |

| Fecha 8            | Fecha 8   | Fecha 8                     | Fecha 8      | Fecha 8 | Fecha 8 | Fecha 8 | Fecha 8 | Fecha 8 | Fecha 8 | Fecha 8 | Fecha 8 |
| Local              | Resultado | Visitante                   | Fecha        | Hora    |         |         |         |         |         |         |         |
| ------------------ | --------- | --------------------------- | ------------ | ------- | ------- | ------- | ------- | ------- | ------- | ------- | ------- |
| Estudiantes (LP)   | 2 - 1     | Huracán                     | 9 de agosto  | 15:30   |         |         |         |         |         |         |         |
| San Lorenzo        | 3 - 0     | Villa San Carlos            | 9 de agosto  | 16:00   |         |         |         |         |         |         |         |
| Puerto Nuevo       | 0 - 6     | UAI Urquiza                 | 10 de agosto | 11:30   |         |         |         |         |         |         |         |
| Independiente      | 0 - 4     | Boca Juniors                | 10 de agosto | 12:00   |         |         |         |         |         |         |         |
| UBA                | 6 - 0     | Luján                       | 10 de agosto | 16:00   |         |         |         |         |         |         |         |
| River Plate        | 11 - 0    | Sociedad Hebraica Argentina | 10 de agosto | 17:00   |         |         |         |         |         |         |         |
| Ferro Carril Oeste | 0 - 4     | Excursionistas              | 10 de agosto | 20:00   |         |         |         |         |         |         |         |
| Libre: Platense    |           |                             |              |         |         |         |         |         |         |         |         |

| Fecha 9                     | Fecha 9   | Fecha 9            | Fecha 9          | Fecha 9 | Fecha 9 | Fecha 9 | Fecha 9 | Fecha 9 | Fecha 9 | Fecha 9 | Fecha 9 |
| Local                       | Resultado | Visitante          | Fecha            | Hora    |         |         |         |         |         |         |         |
| --------------------------- | --------- | ------------------ | ---------------- | ------- | ------- | ------- | ------- | ------- | ------- | ------- | ------- |
| Sociedad Hebraica Argentina | 0 - 1     | Independiente      | 16 de agosto     | 16:00   |         |         |         |         |         |         |         |
| Boca Juniors                | 0 - 2     | San Lorenzo        | 16 de agosto     | 14:00   |         |         |         |         |         |         |         |
| Villa San Carlos            | 0 - 1     | Ferro Carril Oeste | 16 de agosto     | 15:00   |         |         |         |         |         |         |         |
| Luján                       | 0 - 3     | Estudiantes (LP)   | 16 de agosto     | 15:30   |         |         |         |         |         |         |         |
| Platense                    | 0 - 3     | Puerto Nuevo       | 16 de agosto     | 16:00   |         |         |         |         |         |         |         |
| Excursionistas              | 1 - 1     | UBA                | 21 de septiembre | 16:30   |         |         |         |         |         |         |         |
| UAI Urquiza                 | 5 - 2     | River Plate        | 13 de octubre    | 15:00   |         |         |         |         |         |         |         |
| Libre: Huracán              |           |                    |                  |         |         |         |         |         |         |         |         |

| Fecha 10            | Fecha 10  | Fecha 10                    | Fecha 10      | Fecha 10 | Fecha 10 | Fecha 10 | Fecha 10 | Fecha 10 | Fecha 10 | Fecha 10 | Fecha 10 |
| Local               | Resultado | Visitante                   | Fecha         | Hora     |          |          |          |          |          |          |          |
| ------------------- | --------- | --------------------------- | ------------- | -------- | -------- | -------- | -------- | -------- | -------- | -------- | -------- |
| UBA                 | 3 - 1     | Villa San Carlos            | 18 de octubre | 10:00    |          |          |          |          |          |          |          |
| San Lorenzo         | 11 - 0    | Sociedad Hebraica Argentina | 18 de octubre | 10:00    |          |          |          |          |          |          |          |
| Independiente       | 0 - 7     | UAI Urquiza                 | 18 de octubre | 11:00    |          |          |          |          |          |          |          |
| River Plate         | 5 - 0     | Platense                    | 18 de octubre | 13:00    |          |          |          |          |          |          |          |
| Huracán             | 2 - 0     | Luján                       | 18 de octubre | 13:30    |          |          |          |          |          |          |          |
| Estudiantes (LP)    | 3 - 0     | Excursionistas              | 18 de octubre | 16:00    |          |          |          |          |          |          |          |
| Ferro Carril Oeste  | 0 - 1     | Boca Juniors                | 18 de octubre | 16:00    |          |          |          |          |          |          |          |
| Libre: Puerto Nuevo |           |                             |               |          |          |          |          |          |          |          |          |

| Fecha 11                    | Fecha 11  | Fecha 11           | Fecha 11        | Fecha 11 | Fecha 11 | Fecha 11 | Fecha 11 | Fecha 11 | Fecha 11 | Fecha 11 | Fecha 11 |
| Local                       | Resultado | Visitante          | Fecha           | Hora     |          |          |          |          |          |          |          |
| --------------------------- | --------- | ------------------ | --------------- | -------- | -------- | -------- | -------- | -------- | -------- | -------- | -------- |
| Platense                    | 1 - 1     | Independiente      | 25 de octubre   | 12:00    |          |          |          |          |          |          |          |
| Puerto Nuevo                | 0 - 3     | River Plate        | 25 de octubre   | 14:00    |          |          |          |          |          |          |          |
| Sociedad Hebraica Argentina | 2 - 3     | Ferro Carril Oeste | 25 de octubre   | 18:00    |          |          |          |          |          |          |          |
| Villa San Carlos            | 0 - 4     | Estudiantes (LP)   | 26 de octubre   | 16:00    |          |          |          |          |          |          |          |
| Excursionistas              | 3 - 0     | Huracán            | 26 de octubre   | 16:30    |          |          |          |          |          |          |          |
| Boca Juniors                | 1 - 0     | UBA                | 21 de noviembre | 17:00    |          |          |          |          |          |          |          |
| UAI Urquiza                 | 3 - 2     | San Lorenzo        | 3 de diciembre  | 17:00    |          |          |          |          |          |          |          |
| Libre: Luján                |           |                    |                 |          |          |          |          |          |          |          |          |

| Fecha 12           | Fecha 12  | Fecha 12                    | Fecha 12        | Fecha 12 | Fecha 12 | Fecha 12 | Fecha 12 | Fecha 12 | Fecha 12 | Fecha 12 | Fecha 12 |
| Local              | Resultado | Visitante                   | Fecha           | Hora     |          |          |          |          |          |          |          |
| ------------------ | --------- | --------------------------- | --------------- | -------- | -------- | -------- | -------- | -------- | -------- | -------- | -------- |
| Independiente      | 0 - 1     | Puerto Nuevo                | 1 de noviembre  | 17:00    |          |          |          |          |          |          |          |
| Luján              | 0 - 3     | Excursionistas              | 8 de noviembre  | 14:30    |          |          |          |          |          |          |          |
| Huracán            | 0 - 0     | Villa San Carlos            | 8 de noviembre  | 15:00    |          |          |          |          |          |          |          |
| San Lorenzo        | 3 - 0     | Platense                    | 8 de noviembre  | 16:00    |          |          |          |          |          |          |          |
| UBA                | 3 - 0     | Sociedad Hebraica Argentina | 9 de noviembre  | 16:30    |          |          |          |          |          |          |          |
| Ferro Carril Oeste | 0 - 10    | UAI Urquiza                 | 9 de noviembre  | 19:30    |          |          |          |          |          |          |          |
| Estudiantes (LP)   | 0 - 1     | Boca Juniors                | 30 de noviembre | 17:00    |          |          |          |          |          |          |          |
| Libre: River Plate |           |                             |                 |          |          |          |          |          |          |          |          |

| Fecha 13                    | Fecha 13  | Fecha 13           | Fecha 13        | Fecha 13 | Fecha 13 | Fecha 13 | Fecha 13 | Fecha 13 | Fecha 13 | Fecha 13 | Fecha 13 |
| Local                       | Resultado | Visitante          | Fecha           | Hora     |          |          |          |          |          |          |          |
| --------------------------- | --------- | ------------------ | --------------- | -------- | -------- | -------- | -------- | -------- | -------- | -------- | -------- |
| Puerto Nuevo                | 0 - 1     | San Lorenzo        | 15 de noviembre | 17:00    |          |          |          |          |          |          |          |
| Sociedad Hebraica Argentina | 0 - 4     | Estudiantes (LP)   | 15 de noviembre | 18:00    |          |          |          |          |          |          |          |
| River Plate                 | 10 - 0    | Independiente      | 15 de noviembre | 18:00    |          |          |          |          |          |          |          |
| Platense                    | 0 - 0     | Ferro Carril Oeste | 16 de noviembre | 17:00    |          |          |          |          |          |          |          |
| Villa San Carlos            | 3 - 0     | Luján              | 16 de noviembre | 17:00    |          |          |          |          |          |          |          |
| Boca Juniors                | 7 - 0     | Huracán            | 16 de noviembre | 17:00    |          |          |          |          |          |          |          |
| UAI Urquiza                 | 6 - 2     | UBA                | 16 de noviembre | 17:00    |          |          |          |          |          |          |          |
| Libre: Excursionistas       |           |                    |                 |          |          |          |          |          |          |          |          |

| Fecha 14             | Fecha 14  | Fecha 14                    | Fecha 14        | Fecha 14 | Fecha 14 | Fecha 14 | Fecha 14 | Fecha 14 | Fecha 14 | Fecha 14 | Fecha 14 |
| Local                | Resultado | Visitante                   | Fecha           | Hora     |          |          |          |          |          |          |          |
| -------------------- | --------- | --------------------------- | --------------- | -------- | -------- | -------- | -------- | -------- | -------- | -------- | -------- |
| Estudiantes (LP)     | 0 - 6     | UAI Urquiza                 | 23 de noviembre | 10:00    |          |          |          |          |          |          |          |
| San Lorenzo          | 1 - 0     | River Plate                 | 23 de noviembre | 17:00    |          |          |          |          |          |          |          |
| Ferro Carril Oeste   | 1 - 6     | Puerto Nuevo                | 23 de noviembre | 20:00    |          |          |          |          |          |          |          |
| UAI Urquiza          | 5 - 1     | Platense                    | 24 de noviembre | 17:00    |          |          |          |          |          |          |          |
| Luján                | 0 - 5     | Boca Juniors                | 24 de noviembre | 17:00    |          |          |          |          |          |          |          |
| Excursionistas       | 2 - 4     | Villa San Carlos            | 6 de diciembre  | 17:00    |          |          |          |          |          |          |          |
| Huracán              | 2 - 0     | Sociedad Hebraica Argentina | 13 de diciembre | 09:00    |          |          |          |          |          |          |          |
| Libre: Independiente |           |                             |                 |          |          |          |          |          |          |          |          |

| Fecha 15                    | Fecha 15  | Fecha 15           | Fecha 15              | Fecha 15 | Fecha 15 | Fecha 15 | Fecha 15 | Fecha 15 | Fecha 15 | Fecha 15 | Fecha 15 |
| Local                       | Resultado | Visitante          | Fecha                 | Hora     |          |          |          |          |          |          |          |
| --------------------------- | --------- | ------------------ | --------------------- | -------- | -------- | -------- | -------- | -------- | -------- | -------- | -------- |
| River Plate                 | 1 - 0     | Ferro Carril Oeste | 29 de noviembre       | 09:00    |          |          |          |          |          |          |          |
| Sociedad Hebraica Argentina | 0 - 1     | Luján              | 29 de noviembre       | 18:00    |          |          |          |          |          |          |          |
| Platense                    | 2 - 4     | Estudiantes (LP)   | 14 de diciembre       | 17:00    |          |          |          |          |          |          |          |
| Puerto Nuevo                | 0 - 1     | UBA                | 14 de diciembre       | 17:00    |          |          |          |          |          |          |          |
| Boca Juniors                | 1 - 0     | Excursionistas     | 14 de febrero de 2015 | 17:00    |          |          |          |          |          |          |          |
| Independiente               | 0 - 3     | San Lorenzo        | 14 de febrero de 2015 | 17:00    |          |          |          |          |          |          |          |
| UAI Urquiza                 | 1 - 0     | Huracán            | 14 de febrero de 2015 | 17:00    |          |          |          |          |          |          |          |
| Libre: Villa San Carlos     |           |                    |                       |          |          |          |          |          |          |          |          |